# Zeeliedenkapel
De Zeeliedenkapel (Frans: Chapelle et Calvaire des Marins) is een kapel in de tot het departement Pas-de-Calais behorende stad Boulogne-sur-Mer, gelegen aan de Rue de la Tour d'Odre.
Het betreft een groot kruisbeeld (calvarie) dat gewijd is aan de overleden zeelieden. Het bronzen corpus is afkomstig van het oudere kruisbeeld. Dan is er een muur, opgebouwd uit natuursteenbrokken, waar tal van plaquettes zijn aangebracht ook ter herinnering aan degenen die tijdens de Eerste en Tweede Wereldoorlog op mijnen zijn gevaren en op andere wijze door oorlogsgeweld zijn omgekomen. Ook is er een kapel met betonnen overhuiving, gelijkend op de boeg van een vergaan schip. Het geheel werd ingewijd in 1996, maar het calvarie is ouder. Hierop wijst een zeer lange lijst van alle omgekomen zeelieden, bijgehouden sinds de 16e eeuw.
De kapel kijkt uit op het havenbassin, het klif, en de zee.